# 성주청
성주청(星主廳)은 탐라국의 성주가 머무르던 관저이다.
현재 성주청터에는 제주 우체국이 있으며 "탐라국의 전통을 이어온 성주청(星主廳)터 제주도는 삼국시대에 탐라(耽羅)라는 고대 국가를 형성하고 있었으나 통일 신라때부터 간섭을 받으면서 탐라의 왕후에게 성주(星主)·왕자(王子)의 봉작이 세습되어 고려시대까지 이어졌고1403년(태종 3) 성주제도가 폐지되어 조선시대에는 진무청으로 존속했으며 1910년 이곳에 제주우편수급소가 생기고 1927년 제주우편국 청사가 들어섰다."라고 알려주는 작은 크기의 비 하나가 있다.

## 같이 보기
- 제주 고씨
- 지방도 제1139호선
- 탐라